# Giovanni Battista Cossetti
Giovanni Battista Cossetti (Tolmezzo, 21 novembre 1863 – Chions, 17 dicembre 1955) è stato un organista, compositore e direttore di banda italiano.

## Biografia
Si avvicinò alla musica fin da piccolo, tanto da essere nominato a 17 anni organista e a 21 maestro di cappella del Duomo di San Martino di Tolmezzo, dove istituì e diresse la banda comunale.
A 28 anni, nel 1891, fu eletto promotore regionale per la riforma della musica sacra.
Considerato un innovatore nel genere,  partecipò a molti concorsi specifici (messe, mottetti, pezzi per organo), classificandosi sempre ai primi posti e fu presto chiamato a far parte dell'Accademia di Udine.
Nel 1921, il Pontefice Benedetto XV gli concesse l'onorificenza di cavaliere dell'ordine di San Gregorio Magno.
Le sue numerose composizioni, edite ed inedite, furono donate al Seminario diocesano.

## Opere principali
- I bimbi d'Italia a Trento e Trieste. Coro patriottico, Zanibon, Padova 1916.
- Offertori, Ed. Carrara, Bergamo 1930.
- Gloria in excelsis Deo! Due mottetti del santo Natale per coro a voci eguali con organo od armonio, Venturi, Bologna 1939.
- Messa polifonica dedicata ai Sette santi fondatori dei Servi di Maria. Per coro a 3 voci miste con organo od armonio, Ed. Carrara, Bergamo 1942.
- Missa in honorem Maria ss. Auxiliatricis. Duabus vocibus inaequalibus, organo vel harmonio comitante, Mignani, Firenze 1951.
- Missa in honorem S. Hilarii martyris Carniae patrini. Tribus vocibus virilis, organo vel harmonio comitante, Zanibon, Padova 1951.
- Messa serafica in onore di S. Francesco d'Assisi. Per coro a due voci puerili, alti e contralti con baritoni ad libitum, Ed. Carrara, Bergamo 1952.